# Liste des cantons de la Haute-Corse

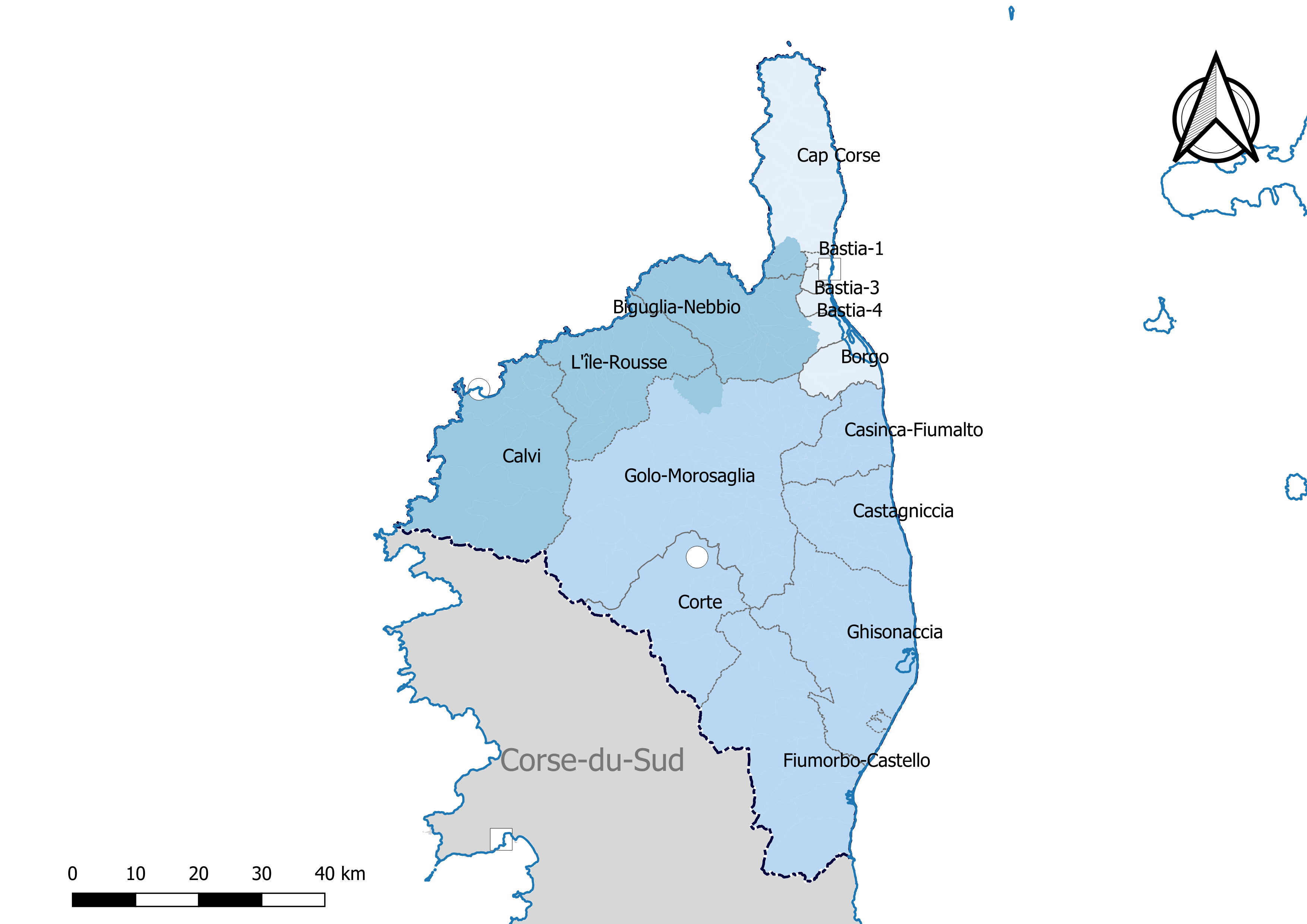
Découpage cantonal du département de la Haute-Corse, avec en surimpression les arrondissements (en nuances de bleu) - Carte arrêtée au 1er janvier 2019.

Cet article présente la liste des cantons du département de la Haute-Corse. De 30 cantons à la création du département en 1976, le nombre est réduit à 15 lors du redécoupage cantonal de 2014. 

## Histoire
- Les redécoupages ayant conduit aux cantons connus jusqu'en 2015.

Au début des années soixante-dix, cette partie cismontaine de ce qui, à l’époque, était le département de la Corse, se composait de 41 cantons correspondant aux microrégions de ce pays montagneux.
Vingt-neuf de ces cantons ruraux dépeuplés ont été supprimés par le redécoupage électoral qui a créé à leur place treize nouvelles entités. Par ailleurs, onze anciens cantons plus peuplés étaient conservés et les deux cantons de Bastia étaient redécoupés en six cantons. Cela donna naissance aux trente entités électorales.
- Anciens cantons : immuabilité des entités géographiques et humaines. Effets électoraux.

Quelles que soient les circonscriptions cantonales actuelles, pour les électeurs, la référence demeure manifestement l’ancien  canton, qui, dans les montagnes, correspond seul à l’entité géographique et humaine. Cette donnée est indispensable pour interpréter le très grand nombre de candidatures du premier tour (avec des candidats appartenant aux mêmes formations politiques) : les candidatures se font  par pievi . Chaque grand parti doit y présenter un candidat, sans quoi, par delà les clivages politiciens, les électeurs seraient tentés de se rallier prioritairement aux candidats de leur pays. Quant au second tour, si les regroupements se font officiellement sur des bases politiques, les reports réels des voix peuvent conserver des aspects territoriaux piévans.

### Découpage antérieur à 2014

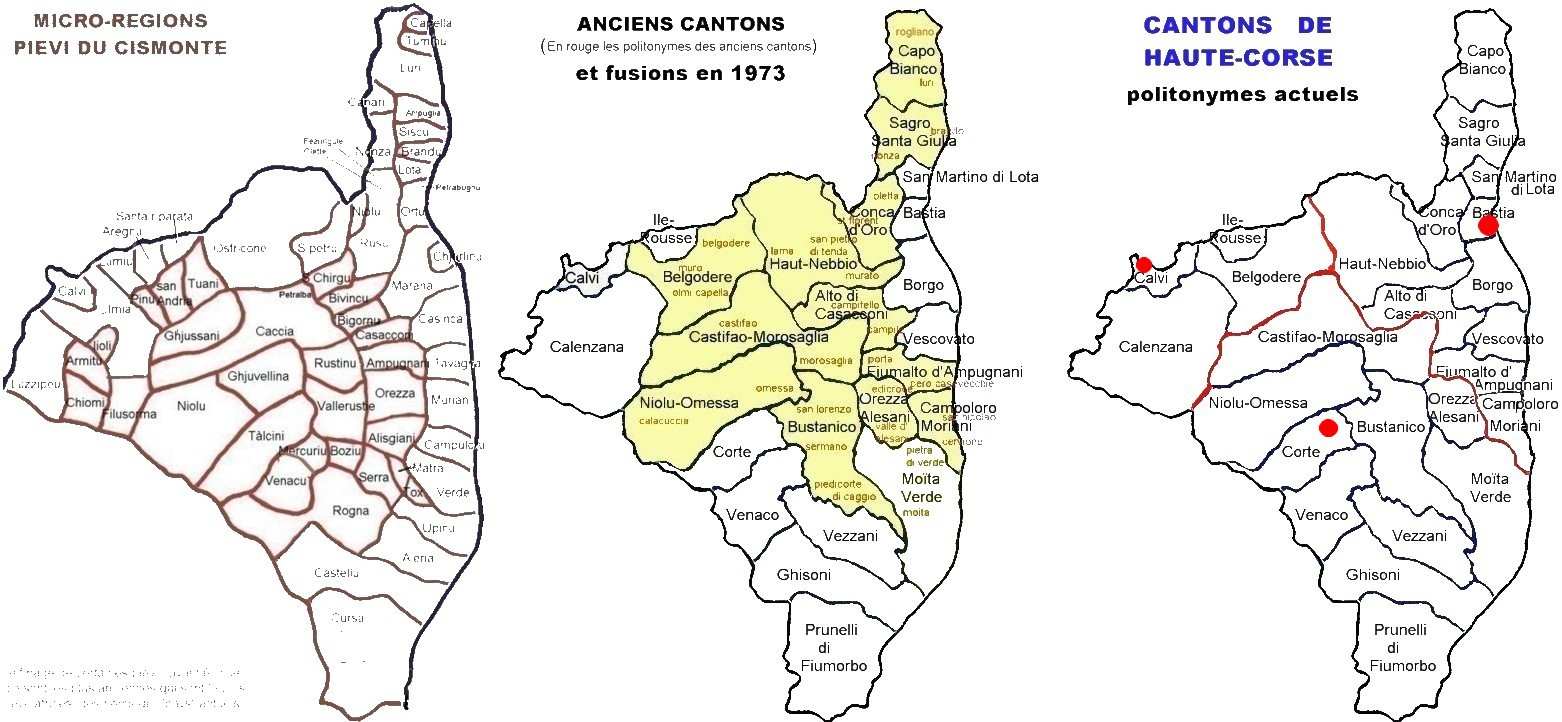
Cantons de Haute-Corse

| Arrondissement de Bastia | 16 cantons - préfecture : Bastia)    | canton d’Alto-di-Casaconi - canton de Bastia I Centre - canton de Bastia II Fango - canton de Bastia III Turette - canton de Bastia IV Cimballo - canton de Bastia V Lupino - canton de Bastia VI Montesoro-Furiani -canton de Borgo - canton de Campoloro-di-Moriani - canton de Capobianco - canton de Fiumalto-d'Ampugnani - canton de La Conca-d'Oro - canton du Haut-Nebbio - canton de Sagro-di-Santa-Giulia - canton de San-Martino-di-Lota - canton de Vescovato. |
| Arrondissement de Calvi  | 4 cantons - sous-préfecture : Calvi  | canton de Belgodère - canton de Calenzana - canton de Calvi - canton de L'Île-Rousse. |
| Arrondissement de Corte  | 10 cantons - sous-préfecture : Corte | canton de Bustanico - canton de Castifao-Morosaglia - canton de Corte - canton de Ghisoni - canton de Moïta-Verde - canton de Niolu-Omessa - canton d'Orezza-Alesani - canton de Prunelli-di-Fiumorbo - canton de Venaco - canton de Vezzani. |

### Redécoupage cantonal de 2014
Dans la poursuite de la réforme territoriale engagée en 2010, l'Assemblée nationale adopte définitivement le 17 avril 2013 la réforme du mode de scrutin pour les élections départementales destinée à garantir la parité hommes/femmes. Les lois (loi organique 2013-402 et loi 2013-403) sont promulguées le 17 mai 2013. Un nouveau découpage territorial est défini par décret du 13 février 2014 pour le département de la Haute-Corse. Celui-ci entre en vigueur lors du premier renouvellement général des assemblées départementales suivant la publication du décret, soit en mars 2015. Les conseillers départementaux sont élus au scrutin majoritaire binominal mixte. Les électeurs de chaque canton éliront au Conseil départemental, nouvelle appellation des Conseils généraux, deux membres de sexe différent, qui se présenteront en binôme de candidats. Les conseillers départementaux seront élus pour 6 ans au scrutin binominal majoritaire à deux tours, l'accès au second tour nécessitant 10 % des inscrits au 1er tour. En outre la totalité des conseillers départementaux est renouvelée.
Ce nouveau mode de scrutin nécessite un redécoupage des cantons dont le nombre est divisé par deux avec arrondi à l'unité impaire supérieure si ce nombre n'est pas entier impair et avec des conditions de seuils minimaux. En Haute-Corse le nombre de cantons passe ainsi de 30 à 15.
Les critères du remodelage cantonal sont les suivants : le territoire de chaque canton doit être défini sur des bases essentiellement démographiques, le territoire de chaque canton doit être continu et les communes de moins de 3 500 habitants sont entièrement comprises dans le même canton. Il n’est fait référence, ni aux limites des arrondissements, ni à celles des circonscriptions législatives.
Conformément à de multiples décisions du Conseil constitutionnel depuis 1985 et notamment  sa décision no 2010-618 DC du 9 décembre 2010,  il est admis que le principe d’égalité des électeurs au regard des critères démographiques est respecté lorsque le ratio conseiller/habitant de la circonscription est compris dans une fourchette de 20 % de part et d'autre du ratio moyen conseiller/habitant du département. Pour le département de la Haute-Corse, la population de référence est la population légale en vigueur au 1er janvier 2013, à savoir la population millésimée 2010, soit 170 828 habitants. Avec 15 cantons la population moyenne par conseiller départemental est de 11 388 habitants. Ainsi la population de chaque nouveau canton doit-elle être comprise entre 9 110 habitants et 15 865 habitants pour respecter le principe de l'égalité citoyenne au vu des critères démographiques.

## Composition actuelle

### Composition détaillée
| N° | Nom du Canton     | Bureau centralisateur | Population 2010 | Écart /moyenne | Nombre de communes entières | Communes composant le canton |
| -- | ----------------- | --------------------- | --------------- | -------------- | --------------------------- | --- |
| 1  | Bastia-1          | Bastia                | 13 226          | 1.16           | 1 + fraction Bastia         | 1° La commune de Ville-di-Pietrabugno ; 2° La partie de la commune de Bastia située au nord d'une ligne définie par l'axe des voies et limites suivantes : depuis la limite territoriale de la commune de Ville-di-Pietrabugno, cours d'eau Fiuminale, rue du Juge-Falcone (direction Sud-Ouest), rue de l'Alyssum, rue Paratojo, avenue Jean-Zuccarelli, passage des Jardiniers, prolongement du boulevard Recipello (direction Sud puis Sud-Est), chemin de Montepiano (direction Est), rue Saint-François (direction Nord), montée Saint-François, rue de l'Ancienne-Poste, boulevard Paoli (direction Sud), rue Abattucci (direction Est), boulevard du Général-de-Gaulle (direction Sud), prolongement de la rue Miot en direction du littoral. |
| 2  | Bastia-2          | Bastia                | 13 189          | 1.16           | fraction Bastia             | 1° Au sud d'une ligne définie par l'axe des voies et limites suivantes : depuis la limite territoriale de la commune de Ville-di-Pietrabugno, cours d'eau Fiuminale, rue du Juge-Falcone (direction Sud-Ouest), rue de l'Alyssum, rue Paratojo, avenue Jean-Zuccarelli, passage des Jardiniers, prolongement du boulevard Recipello (direction Sud puis Sud-Est), chemin de Montepiano (direction Est), rue Saint-François (direction Nord), montée Saint-François, rue de l'Ancienne-Poste, boulevard Paoli (direction Sud), rue Abattucci (direction Est), boulevard du Général-de-Gaulle (direction Sud), prolongement de la rue Miot en direction du littoral ; 2° Au nord d'une ligne définie par l'axe des voies et limites suivantes : depuis la limite territoriale de la commune de Ville-di-Pietrabugno, route de Ville (direction Sud-Est), route de Petrabugno (direction Sud-Est), chemin de Campu-Ventosu (direction Sud-Est), route supérieure de Cardo (direction Sud-Est), route de Cardo (direction Nord-Est), chemin de Tavulinu, chemin de Trincera, route de Cardo (direction Sud-Est), 150 mètres avant l'intersection entre la route de Cardo et la route de Saint-Florent, chemin rejoignant directement la route de Saint-Florent (direction Sud-Est), route de Saint-Florent (direction Nord-Est), route menant à la montée San-Rocuccio (direction Sud-Est), montée San-Rocuccio, rue Saint-Joseph (direction Nord-Est), montée Capazza. |
| 3  | Bastia-3          | Bastia                | 12 631          | 1.11           | fraction Bastia             | 1° Au sud d'une ligne définie par l'axe des voies et limites suivantes : depuis la limite territoriale de la commune de Ville-di-Pietrabugno, route de Ville (direction Sud-Est), route de Petrabugno (direction Sud-Est), chemin de Campu-Ventosu (direction Sud-Est), route supérieure de Cardo (direction Sud-Est), route de Cardo (direction Nord-Est), chemin de Tavulinu, chemin de Trincera, route de Cardo (direction Sud-Est), 150 mètres avant l'intersection entre la route de Cardo et la route de Saint-Florent, chemin rejoignant directement la route de Saint-Florent (direction Sud-Est), route de Saint-Florent (direction Nord-Est), route menant à la montée San-Rocuccio (direction Sud-Est), montée San Rocuccio, rue Saint-Joseph (direction Nord-Est), montée Capazza ; 2° Au nord d'une ligne définie par l'axe des voies et limites suivantes : depuis la limite territoriale de la commune de Furiani, chemin de Pinello (direction Nord-Ouest), route Royale (direction Sud-Est), rue des Tilleuls, rue des Ibis (direction Nord-Est), rue François-Vittori (direction Sud-Est), rue Saint-Exupéry, rue Jean-Pierre-Gafory (direction Est), avenue de la Libération (direction Sud), route du Front-de-Mer. |
| 4  | Bastia-4          | Bastia                | 13 583          | 1.19           | 1 + fraction Bastia         | 1° La commune de Furiani ; 2° La partie de la commune de Bastia non incluse dans les cantons de Bastia-1, Bastia-2 et Bastia-3. |
| 5  | Biguglia-Nebbio   | Biguglia              | 13 467          | 1.18           | 14                          | Barbaggio, Biguglia, Murato, Oletta, Olmeta-di-Tuda, Piève, Poggio-d'Oletta, Rapale, Rutali, Sorio, Saint-Florent, San-Gavino-di-Tenda, Santo-Pietro-di-Tenda, Vallecalle. |
| 6  | Borgo             | Borgo                 | 13 017          | 1.14           | 3                           | Borgo, Lucciana, Vignale |
| 7  | Calvi             | Calvi                 | 11 949          | 1.05           | 14                          | Algajola, Aregno, Avapessa, Calenzana, Calvi, Cateri, Galéria, Lavatoggio, Lumio, Manso, Moncale, Montegrosso, Sant'Antonino, Zilia. |
| 8  | Cap Corse         | San-Martino-di-Lota   | 12 372          | 1.09           | 22                          | Barrettali, Brando, Cagnano, Canari, Centuri, Ersa, Farinole, Luri, Meria, Morsiglia, Nonza, Ogliastro, Olcani, Olmeta-di-Capocorso, Patrimonio, Pietracorbara, Pino, Rogliano, Sisco, San-Martino-di-Lota, Santa-Maria-di-Lota, Tomino. |
| 9  | Casinca-Fumalto   | Penta-di-Casinca      | 11 728          | 1.03           | 25                          | Casabianca, Casalta, Castellare-di-Casinca, Croce, Ficaja, Giocatojo, Loreto-di-Casinca, Penta-di-Casinca, Pero-Casevecchie, Piano, Poggio-Marinaccio, Polveroso, Porri, La Porta, Pruno, Quercitello, Scata, Silvareccio, Sorbo-Ocagnano, San-Damiano, San-Gavino-d'Ampugnani, Taglio-Isolaccio, Talasani, Venzolasca, Vescovato. |
| 10 | Castagniccia      | San-Nicolao           | 9 192           | 0.81           | 37                          | Campana, Canale-di-Verde, Carcheto-Brustico, Carpineto, Cervione, Chiatra, Felce, Monacia-d'Orezza, Nocario, Novale, Ortale, Parata, Perelli, Piazzali, Piazzole, Piedicroce, Piedipartino, Pie-d'Orezza, Pietra-di-Verde, Pietricaggio, Piobetta, Poggio-Mezzana, Rapaggio, Stazzona, San-Giovanni-di-Moriani, San-Giuliano, San-Nicolao, Sant'Andréa-di-Cotone, Santa-Lucia-di-Moriani, Santa-Maria-Poggio, Santa-Reparata-di-Moriani, Tarrano, Valle-d'Alesani, Valle-di-Campoloro, Valle-d'Orezza, Velone-Orneto, Verdèse. |
| 11 | Corte             | Corte                 | 9 544           | 0.84           | 8                           | Casanova, Corte, Muracciole, Poggio-di-Venaco, Riventosa, Santo-Pietro-di-Venaco, Venaco, Vivario. |
| 12 | Fiumorbo-Castello | Prunelli-di-Fiumorbo  | 8 670           | 0.76           | 14                          | Chisa, Ghisoni, Isolaccio-di-Fiumorbo, Lugo-di-Nazza, Noceta, Pietroso, Poggio-di-Nazza, Prunelli-di-Fiumorbo, Rospigliani, San-Gavino-di-Fiumorbo, Serra-di-Fiumorbo, Solaro, Ventiseri, Vezzani. |
| 13 | Ghisonaccia       | Ghisonaccia           | 9 129           | 0.80           | 20                          | Aghione, Aléria, Altiani, Ampriani, Antisanti, Campi, Casevecchie, Ghisonaccia, Giuncaggio, Linguizzetta, Matra, Moïta, Pancheraccia, Pianello, Piedicorte-di-Gaggio, Pietraserena, Tallone, Tox, Zalana, Zuani. |
| 14 | Golo-Morosaglia   | Morosaglia            | 8 882           | 0.78           | 55                          | Aiti, Alando, Albertacce, Alzi, Asco, Bigorno, Bisinchi, Bustanico, Calacuccia, Cambia, Campile, Campitello, Canavaggia, Carticasi, Casamaccioli, Castellare-di-Mercurio, Castello-di-Rostino, Castifao, Castiglione, Castineta, Castirla, Corscia, Crocicchia, Erbajolo, Érone, Favalello, Focicchia, Gavignano, Lano, Lento, Lozzi, Mazzola, Moltifao, Monte, Morosaglia, Olmo, Omessa, Ortiporio, Penta-Acquatella, Piedigriggio, Pietralba, Popolasca, Prato-di-Giovellina, Prunelli-di-Casacconi, Rusio, Saliceto, San-Lorenzo, Sant'Andréa-di-Bozio, Santa-Lucia-di-Mercurio, Scolca, Sermano, Soveria, Tralonca, Valle-di-Rostino, Volpajola. |
| 15 | L'Île-Rousse      | L'Île-Rousse          | 10 249          | 0.90           | 21                          | Belgodère, Corbara, Costa, Feliceto, L'Île-Rousse, Lama, Mausoléo, Monticello, Muro, Nessa, Novella, Occhiatana, Olmi-Cappella, Palasca, Pigna, Pioggiola, Speloncato, Santa-Reparata-di-Balagna, Urtaca, Vallica, Ville-di-Paraso. |
|    |                   |                       | 145 429         |                | 236                         | |